# Lindsay Price
Lindsay Jaylin Price (Arcadia, California; 6 de diciembre de 1976) es una actriz estadounidense.

## Biografía

### Primeros años
Es hija de madre coreana-estadounidense (nacida en Corea y adoptada) y padre alemán irlandés estadounidense.

### Trayectoria
Protagonizó la serie Pepper Dennis de WB Television. Es conocida por su trabajo en novelas como All My Children; The Bold and The Beautiful y Beverly Hills 90210. Protagonizó la versión americana de Coupling de corta vida en el aire. Participó en Becker como Amanda, la novia de Jake Malinak (Alex Désert) durante tres temporadas.
Interpretó a Cathy en la serie How I Met Your Mother en el capítulo 3x08 como una novia de Ted que no para de hablar.
Actualmente trabaja en la serie de televisión de la NBC Lipstick Jungle como Victory Ford, la diseñadora de modas.

### Vida privada
En julio de 2004 se casó con Shawn Piller, creador del éxito televisivo The Dead Zone. Durante la boda una de las damas de honor fue Brent Piller, su hermana. Entre los amigos del novio estaban Christopher Masterson y Danny Masterson (That ´70s Show). El padrino fue Bryan Price, su hermano mayor. En la lista de invitados figuraban los productores Rick Berman, Brannon Braga e Ira Steven Behr; los actores Anthony Michael Hall, Nicole de Boer y Tom Welling (Smallville). Se divorciaron en 2007.
- Datos: Q234353
- Multimedia: Lindsay Price / Q234353